# Zagorzałek
Zagorzałek (Odontites Ludw.) – rodzaj roślin z rodziny zarazowatych (Orobanchaceae). Obejmuje 36 gatunków. Rośliny te występują od Madery i północno-zachodniej Afryki, poprzez całą Europę po zachodnie Himalaje, środkowe i północne Chiny oraz wschodnią Syberię. W Europie rośnie 14 gatunków, spośród których wiele ma bardzo niewielkie zasięgi w południowej części kontynentu. Cztery występują w Polsce: zagorzałek nadbrzeżny O. litoralis, zagorzałek późny O. vulgaris, zagorzałek wiosenny O. verna i zagorzałek żółty O. luteus. Są to jednoroczne półpasożyty.

## Morfologia
PokrójRośliny zielne, jednoroczne, rzadko krzewinki (O. bocconei).
LiścieNaprzeciwległe, całobrzegie lub ząbkowane.
KwiatyZebrane w jednostronne grona w górnych częściach pędów, przy czym z kątów przysadek wyrastają pojedynczo. Przysadki są mniejsze od liści. Kielich nie jest rozdęty, ma kształt rurkowaty lub dzwonkowaty, składa się z czterech działek. Korona żółta, różowopurpurowa lub rzadziej biała, dwuwargowa, z otwartą gardzielą. Dolna warga trójłatkowa, z bocznymi łatkami całobrzegimi i środkową wyciętą. Górna warga lekko łukowato wygięta, niepodzielona lub słabo wycięta. Pręciki cztery, dwusilne. Pylniki ustawione prostopadle do osi rurki korony, na dolnych końcach z krótkimi, ostrymi dzióbkami. Słupek z szyjką zakończoną główkowatym znamieniem.
OwoceJajowate, dwukomorowe torebki. Nasiona liczne, podługowate, podłużnie bruzdowane, czasem oskrzydlone, ale bez ciałek tłuszczowych.

## Systematyka
Pozycja systematyczna
Rodzaj z rodziny zarazowatych Orobanchaceae, w której obrębie klasyfikowany jest do plemienia Rhinantheae Lamarck & de Candolle. W tradycyjnych ujęciach systematycznych z XX wieku rodzaj ten zwykle zaliczany był do szeroko wówczas ujmowanej rodziny trędownikowatych Scrophulariaceae. W niektórych ujęciach zagorzałek żółty wyodrębniany jest do rodzaju Orthanta jako O. lutea.
Rodzaj blisko spokrewniony z rodzajem świetlik Euphrasia.
Wykaz gatunków
- Odontites alshehbazianus (Dönmez & Mutlu) A.Fleischm. & Heubl
- Odontites aucheri Boiss.
- Odontites bocconei (Guss.) Walp.
- Odontites bolligeri E.Rico, L.Delgado & Herrero
- Odontites cebennensis H.J.Coste & Soulié
- Odontites citrinus Bolliger
- Odontites corsicus G.Don
- Odontites discolor Pomel
- Odontites foliosus Pérez Lara
- Odontites glutinosus (M.Bieb.) Benth.
- Odontites granatensis Boiss.
- Odontites hispidulus (Boiss.) Bolliger
- Odontites hollianus (Lowe) Benth.
- Odontites jaubertianus (Boreau) D.Dietr. ex Walp.
- Odontites kaliformis (Pourr. ex Willd.) Pau
- Odontites lanceolatus (Gaudin) Rchb.
- Odontites lapiei Batt.
- Odontites linkii Heldr. & Sartori ex Boiss.
- Odontites litoralis (Fr.) Fr. – zagorzałek nadbrzeżny
- Odontites longiflorus (Vahl) Webb
- Odontites luteus (L.) Clairv. – zagorzałek żółty
- Odontites maroccanus Bolliger
- Odontites powellii Maire
- Odontites pseudogranatensis Quézel
- Odontites purpureus (Desf.) G.Don
- Odontites rameauanus Emb.
- Odontites recordonii Burnat & Barbey
- Odontites rigidifolius (Biv. ex Spreng.) Benth.
- Odontites × sennenii Rouy
- Odontites sillettii Brullo, V.Tomas. & Wagens.
- Odontites triboutii Gren. & Paill.
- Odontites valentinus M.B.Crespo & Mateo
- Odontites vernus (Bellardi) Dumort. – zagorzałek wiosenny
- Odontites violaceus Pomel
- Odontites viscosus (L.) Clairv.
- Odontites vulcanicus Bolliger
- Odontites vulgaris Moench – zagorzałek późny

## Zagrożenia
Ocenie stanu zagrożenia na czerwonej liście gatunków zagrożonych IUCN poddano trzy gatunki z tego rodzaju. W skali globalnej gatunkiem krytycznie zagrożonym jest Odontites granatensis, a gatunkiem zagrożonym – Odontites hispidulus. W przypadku Odontites hollianus status zagrożenia nie został ustalony z powodu braku dostatecznie dokładnych danych.